# Chasmina nigropunctata
Chasmina nigropunctata är en fjärilsart som beskrevs av George Thomas Bethune-Baker 1908. Chasmina nigropunctata ingår i släktet Chasmina och familjen nattflyn. Inga underarter finns listade i Catalogue of Life.